# Teodolit
Teodolitten (af engelsk the alhidade, som igen kommer af arabisk al idhâdah (= "visercirkel" eller "delcirkel") er et vinkelmålinginstrument til brug for landmåling.
Den består af en sigtekikkert, der er monteret, så den kan dreje om en lodret og en vandret akse. På hver af disse akser er desuden monteret en ikke-drejbar gradskala – en vandret 'kreds' og en lodret. Ved hjælp af nøjagtige aflæsningsmidler kan kikkertsigtets retning måles med en opløsning på op til et buesekund (cirklen deles i 360 grader, hver grad i 60 minutter og hvert minut i 60 sekunder. Ofte måles der dog i stedet i 400 'nygrader'/'gon' og decimaldele heraf). Teodolitten opstilles normalt på et treben, og den indstilles således, at den ene akse er lodret og over et målepunkt på jorden, mens den anden akse er vandret. Hvis teodolitten tillige er udstyret med udstyr til afstandsmåling kaldes den en totalstation.

## Eksterne henvisninge
- Wikimedia Commons har flere filer relateret til Teodolit